# Ronald Pereira Martins
Ronald Pereira Martins (Corumbá, 14 giugno 2001) è un calciatore brasiliano, attaccante dello Swansea City.

## Caratteristiche tecniche
È una seconda punta.

## Carriera
Cresciuto nel settore giovanile del Corumbaense, debutta in prima squadra il 2 febbraio 2019 in occasione dell'incontro del Campionato Sul-Mato-Grossense perso 2-0 contro l'Operário-MS.
Nel 2020 viene acquistato a titolo definitivo dall'Atl. Goianiense.
Nel 2024 si trasferisce ai gallesi dello Swansea City, militanti nella seconda divisione inglese.

## Statistiche
Statistiche aggiornate al 2 agosto 2021.

### Presenze e reti nei club
| Stagione        | Squadra         | Campionato      | Campionato | Campionato | Coppe nazionali | Coppe nazionali | Coppe nazionali | Coppe continentali | Coppe continentali | Coppe continentali | Altre coppe | Altre coppe | Altre coppe | Totale | Totale | Totale |
| Stagione        | Squadra         | Comp            | Pres       | Reti       | Comp            | Pres            | Reti            | Comp               | Pres               | Reti               | Comp        | Pres        | Reti        | Pres   | Reti   |        |
| --------------- | --------------- | --------------- | ---------- | ---------- | --------------- | --------------- | --------------- | ------------------ | ------------------ | ------------------ | ----------- | ----------- | ----------- | ------ | ------ | ------ |
| 2019            | Corumbaense     | A/MS+D          | 10+1       | 1+0        | CB              | 1               | 0               |                    | -                  | -                  |             | -           | -           | 12     | 1      |        |
| 2020            | Atl. Goianiense | PD/GO+A         | 1+0        | 0          | CB              | 0               | 0               |                    | -                  | -                  | CV          | 3           | 0           | 4      | 0      |        |
| 2021            | Grêmio Anápolis | PD/GO           | 14         | 2          |                 | -               | -               |                    | -                  | -                  |             | -           | -           | 14     | 2      |        |
| 2021            | Atl. Goianiense | PD/GO+A         | 0+5        | 0          | CB              | 3               | 1               |                    | -                  | -                  |             | -           | -           | 8      | 1      |        |
| Totale carriera | Totale carriera | Totale carriera | 31         | 3          |                 | 4               | 1               |                    | -                  | -                  |             | 3           | 0           | 38     | 4      |        |

## Palmarès
- Campionato Goiano: 1

Grêmio Anápolis: 2021